# Syntomeida jucundissima
Syntomeida jucundissima là một loài bướm đêm thuộc phân họ Arctiinae, họ Erebidae.